# Ключ (село)
Вижте пояснителната страница за други значения на Ключ.
Ключ е село в Югозападна България. То се намира в община Петрич, област Благоевград.

## География
Село Ключ се намира в полупланински район в живописна местност в северното подножие на планина Беласица, известно с името Подгорие. Съседни села са Яворница и Скрът. Климатът е преходносредиземноморски с летен минимум и зимен максимум на валежите. Ключ, заедно с цялото Подгорие е едно от най-валежните места в България.Поради разположението си под стръмните северни склонове на Беласица и орографският ефект средната годишна сума на валежите по данни от метеорологичните годишници е 1077.7 mm. През селото протича река Ключка или Липница, десен приток на Струмешница. Последната огражда землището му от север. Почвите са канелени горски, делувиални и алувиално-делувиални. Селото е един от удобните изходни пунктове за изкачването на триграничния връх Тумба, връх Лозен и високите части на планината.

## История
Село Ключ има богата древна история. В землището на селото има останки от праисторически, антични и средновековни поселения. В т.нар. Ключка клисура се е състояла историческата Беласишка битка от 29 юли 1014 година между войските на българския цар Самуил и византийския император Василий II Българоубиец.
Името на село Ключ произлиза от гръцкия вариант на името на Ключката клисура – (Κλειδίον, Клидион). Теснината Клидион се споменава през XI век от Йоан Скилица, Георги Кедрин, Йоан Зонара, Кекавмен и други византийски летописци. Самото село се споменава в дарствена грамота на Хилендарския манастир, издадена от крал Стефан Душан, през 1336 година.
Ключ се споменава и в османски регистри от 1570 и 1664 – 1665 година. Според първия регистър в селото живеят 163 християнски и 2 мюсюлмански домакинства.
През XIX век селото е със смесено турско-българско население и се числи към Петричка кааза. В „Етнография на вилаетите Адрианопол, Монастир и Салоника“, издадена в Константинопол в 1878 година и отразяваща статистиката на населението от 1873 година, Клуч (Clutch) е посочено като село със 104 домакинства със 120 жители мюсюлмани и 118 жители българи. Към 1900 година съгласно статистиката на Васил Кънчов („Македония. Етнография и статистика“) в селото живеят 1000 жители, от които 800 турци и 200 българи-християни. Според статистиката на секретаря на Българската екзархия Димитър Мишев („La Macédoine et sa Population Chrétienne“) в 1905 година християнското население на Ключ се състои от 56 българи екзархисти.
Ключ е освободен от османско владичество по време на Балканската война през октомври 1912 година. През 1913 година по време на Междусъюзническата война селото е завзето и опожарено от гръцката армия. Местното турско население се изселва, а на тяхно място се настаняват българи-бежанци от Демирхисарско и Кукушко, както и българи-планинци от Огражден.
През 1916 година по време на Първата световна война професор Васил Златарски, като участник в научно-разузнавателната мисия в Македония и Поморавието, организирана от Щаба на действащата армия, посещава селото. В рапорта си до Началник-щаба на действащата армия, предавайки разказа на местен ходжа той пише:
| „ | За съдбата на с. Ключ и на всички подбеласицки села при турското завоевание той съобщи, както чувал от стари хора, че всички тия села по северните поли на Беласица били български християнски, но при завоеванието им било обявено, че ще бъдат пощадени и неизклани, ако приемат мохамеданската вяра. Населението приело тая вяра и така се спасило. При това ходжа Сюлейман добави, че и той е един от потомците на тия българи. | “ |

Село Ключ притежава отличието „Златен печат“ за уникално европейско селище, заради древна история и уникално културно наследство, присъдено му от Европейския форум на експертите.

## Население

### Етнически състав
Преброяване на населението през 2011 г.
Численост и дял на етническите групи според преброяването на населението през 2011 г.:
|                     | Численост |
| Общо                | 929       |
| Българи             | 857       |
| Турци               | -         |
| Цигани              | -         |
| Други               | 4         |
| Не се самоопределят | -         |
| Неотговорили        | 66        |

## Ключ в масовата култура
Началото на 90-те години на ХХ век е време, когато в масовата култура широко навлизат историите за извънземни, екстрасенси и паранормални явления. Поради специфичното си местоположение, климатична характеристика, историческо минало и степента си на изолираност, село Ключ става особено популярно с голям брой разкази за наблюдение на НЛО и паранормални явления. И днес може да срещнете в района десетки хора, които твърдят, че такава активност наистина съществува, а клипове в социалните мрежи, за които се твърди, че документират явления с такъв характер, има не по-малко. Документалният филм на Елдора Трайкова „Летящи чинии над село Ключ“ дори е отличен на Монреалския филмов фестивал.

## Обществени институции
- Читалище „Гоце Делчев“

## Културни и природни забележителности
- Самуилова крепост
- Храм „Свети Илия“

## Личности
Родени в Ключ
- Александър Якимов, (р.1989), български футболист
- Ангел Гогов и Петър Калайджиев, дейци на ВМРО[13]
- Благой Латинов, (р.1976), български футболист
- Герасим Заков, (р.1984), български футболист
- Гергана Иванова, (р.1984), първата жена гвардеец в Националната гвардейска част[14]
- Костадин Марков, (р.1979), български футболист
- Спас Делев, (р.1989), български футболист

## Редовни събития
- Традиционни кукерски игри се провеждат всяка година на 1 и 2 януари;
- Конни надбягвания се организират ежегодно на Тодоровден;
- Традиционният събор на селото се провежда ежегодно на 2 август – Илинден по стария стил.